# Balkal, Shahpur
Balkal là một làng thuộc tehsil Shahpur, huyện Gulbarga, bang Karnataka, Ấn Độ.